# Monapassagen
Monapassagen är ett sund som skiljer öarna Hispaniola och Puerto Rico. Monapassagen förbinder Atlanten med Karibiska havet och är en viktig farled mellan Atlanten och Panamakanalen.
Den 130 km långa sträcka av hav mellan de två öarna är ett av de svåraste passagerna i Karibien. Den är fylld med föränderliga tidvattenströmmar som skapats av de stora öarna på båda sidor av den, och genom sandbankar som sträcker sig ut många kilometer från båda kusterna.